# Cyanocharax lepiclastus
Cyanocharax lepiclastus är en fiskart som beskrevs av Malabarba, Weitzman och Casciotta 2003. Cyanocharax lepiclastus ingår i släktet Cyanocharax och familjen Characidae. Inga underarter finns listade i Catalogue of Life.